# Jamaal Lascelles
Jamaal Lascelles (* 11. listopadu 1993 Derby) je anglický profesionální fotbalista, který hraje na pozici středního obránce za anglický klub Newcastle United FC, kde je i kapitánem. Lascelles je odchovancem Nottinghamu Forest a je také bývalým mládežnickým anglickým reprezentantem.

## Klubová kariéra

### Nottingham Forest
Lascelles se narodil ve městě Derby v hrabství Derbyshire. Je odchovancem klubu Nottingham Forest FC, do jehož akademie nastoupil v roce 2003. Svoji první profesionální smlouvu podepsal v březnu 2011. Lascelles v A-týmu Nottinghamu debutoval 31. ledna 2012, a to při prohře 2:0 proti Burnley.

#### Stevenage (hostování)
V březnu 2012 odešel Lascelles na půlroční hostování do třetiligového klubu Stevenage FC. V klubu debutoval 13. března při výhře 1:0 nad Oldhamem Athletic. Svůj první gól v kariéře vstřelil při výhře 6:0 nad Yeovil Townem dne 14. dubna, když vstřelil čtvrtý gól svého klubu po centru Luka Freemana.

### Newcastle United
Dne 9. srpna 2014 přestoupil Lascelles do prvoligového klubu Newcastle United FC, a to spolu se svým bývalým spoluhráčem Karlem Darlowem. Oba hráči zůstali na hostování v Nottinghamu Forest do konce sezóny 2014/15.
Lascelles v Newcastlu debutoval 25. srpna 2015, a to v zápase EFL Cupu proti Northamptonu. Svůj debut v anglické nejvyšší soutěži si odbyl 3. října při prohře 6:1 proti Manchesteru City. V základní sestavě zápasu Premier League se poprvé objevil až 23. ledna 2016 a při prohře 2:1 proti Watfordu vstřelil svoji první branku v dresu Newcastlu. Po zranění stoperské dvojice Chancel Mbemba–Fabricio Coloccini se Lascelles stal stabilním členem základní sestavy pod trenérem Rafaelem Benítezem. Lascelles odehrál ve své první sezóně v nejvyšší soutěži 18 utkání, ale nedokázal zabránit sestupu do EFL Championship.
Dne 4. srpna 2016 se Lascelles stal novým kapitánem Newcastle United po odchodu bývalého kapitána Fabricia Colocciniho. S týmem se mu podařilo postoupit do Premier League hned v první sezóně a díky svým výkonům byl zařazen do nejlepší jedenáctky sezóny EFL Championship.

## Statistiky
K 8. únoru 2022
| Klub              | Sezóna  | Liga           | Liga   | Liga | FA Cup | FA Cup | EFL Cup | EFL Cup | Celkem | Celkem |
| Klub              | Sezóna  | Liga           | Zápasy | Góly | Zápasy | Góly   | Zápasy  | Góly    | Zápasy | Góly   |
| ----------------- | ------- | -------------- | ------ | ---- | ------ | ------ | ------- | ------- | ------ | ------ |
| Nottingham Forest | 2011/12 | Championship   | 1      | 0    | 0      | 0      | 0       | 0       | 1      | 0      |
| Nottingham Forest | 2012/13 | Championship   | 2      | 0    | 0      | 0      | 1       | 0       | 3      | 0      |
| Nottingham Forest | 2013/14 | Championship   | 29     | 2    | 3      | 0      | 2       | 1       | 34     | 3      |
| Nottingham Forest | 2014/15 | Championship   | 25     | 1    | 0      | 0      | 2       | 0       | 27     | 1      |
| Nottingham Forest | Celkem  | Celkem         | 57     | 3    | 3      | 0      | 5       | 1       | 65     | 4      |
| Stevenage (host.) | 2011/12 | League One     | 9      | 1    | —      | —      | —       | —       | 9      | 1      |
| Newcastle United  | 2015/16 | Premier League | 18     | 2    | 1      | 0      | 2       | 0       | 21     | 2      |
| Newcastle United  | 2016/17 | Championship   | 43     | 3    | 1      | 0      | 3       | 0       | 47     | 3      |
| Newcastle United  | 2017/18 | Premier League | 33     | 3    | 2      | 0      | 0       | 0       | 35     | 3      |
| Newcastle United  | 2018/19 | Premier League | 32     | 0    | 2      | 0      | 0       | 0       | 34     | 0      |
| Newcastle United  | 2019/20 | Premier League | 24     | 1    | 5      | 0      | 0       | 0       | 29     | 1      |
| Newcastle United  | 2020/21 | Premier League | 19     | 2    | 1      | 0      | 1       | 1       | 21     | 3      |
| Newcastle United  | 2021/22 | Premier League | 18     | 1    | 0      | 0      | 1       | 0       | 19     | 1      |
| Newcastle United  | Celkem  | Celkem         | 187    | 11   | 12     | 0      | 7       | 1       | 206    | 13     |
| Celkem            | Celkem  | Celkem         | 253    | 16   | 15     | 0      | 12      | 2       | 280    | 18     |

## Ocenění

### Klubová

#### Newcastle United
- EFL Championship: 2016/17[16][17]

### Individuální
- Jedenáctka sezóny EFL Championship podle PFA: 2016/17[15]